# El misteri Von Bulow
El misteri Von Bulow (títol original en anglès: Reversal of Fortune) és una pel·lícula dramàtica estatunidenca dirigida per Barbet Schroeder, estrenada el 1990. Ha estat doblada al català.
Es tracta de la transposició cinematogràfica del llibre Reversal of Fortune: Inside the von Bülow Case del professor Alan Dershowitz (1985) sobre la història de Sunny von Bülow, rica hereva americana que entra en coma per una sobredosi d'insulina - del qual morirà sense haver-ne sortit vint-i-vuit anys més tard, el dissabte 6 desembre de 2008 - i del procés per a temptativa d'homicidi del seu espòs Claus von Bülow en els anys 1980.

## Argument
Sunny i Claus von Bülow formen una parella de multimilionaris distingits. Però un dia, Sunny és trobada en un coma profund provocat per una sobredosi d'insulina. Totes les sospites porten al seu espòs.

## Al voltant de la pel·lícula
S'hi pot veure una referència a The Lion King de Walt Disney Pictures. En l'escena on se sent parlar del cementiri d'elefants Simba diu a Scar: 
| « | Ets estrany | » |

. Scar respon: 
| « | No en tens idea | » |

. Això és una recuperació de l'escena en la qual Alan Dershowitz diu a Claus von Bülow: 
| « | Sou un home molt estrany | » |

. Claus von Bülow, amagat en l'ombra de la seva limosina, respon: 
| « | No en teniu idea | » |

. Jeremy Irons, que encarna Claus von Bülow, dona també la seva veu a Scar en la versió americana del Rei Lleó 

## Repartiment
- Glenn Close: Sunny von Bülow
- Jeremy Irons: Claus von Bülow
- Ron Silver: Alan Dershowitz
- Annabella Sciorra: Sarah
- Uta Hagen: Maria
- Fisher Stevens: David Marriott
- Jack Gilpin: Peter MacIntosh
- Stephen Mailer: Elon Dershowitz
- Christine Dunford: Ellen
- Christine Baranski: Andrea Reynolds
- Felicity Huffman: Minnie
- Gay Hamilton: Mary Lisa
- Julie Hagerty: Alexandra Isles
- Johann Carlo: Nancy
- Mitchelle Whitfield: Curly
- Tom Wright: Jack
- Gordon Joseph Weiss: Tom Berman
- Michael Lord: Ed
- Bill Camp: Bill
- JD Cullum: John

## Rebuda
La pel·lícula va rebre una acollida positiva basant-se en una intriga escorcollada, del seu ritme, de l'ús de flash-back i per l'actuació de Jeremy Irons.

## Premis i nominacions

### Premis
- 1991. Oscar al millor actor per Jeremy Irons
- 1991. Globus d'Or al millor actor dramàtic per Jeremy Irons

### Nominacions
- 1991. Oscar al millor director per Barbet Schroeder
- 1991. Oscar al millor guió adaptat per Nicholas Kazan
- 1991. Globus d'Or a la millor pel·lícula dramàtica
- 1991. Globus d'Or al millor director per Barbet Schroeder
- 1991. Globus d'Or al millor guió per Nicholas Kazan